# 米盧 (丁丁歷險記)
米卢，又译白雪、米路，是比利時漫畫家埃爾熱創作的系列漫畫丁丁歷險記中的主要角色，为一只非纯白色的刚毛猎狐犬，是主人公丁丁的寵物小狗，与丁丁一同首次登场于《丁丁在蘇聯》。
米卢的形象源於埃爾熱創作丁丁系列所在咖啡館的一只白色剛毛獵狐犬；“米卢”這個名字則是来源于埃爾熱的一位女朋友的昵称。
在最初的八本歷險記中，米路都在進行讀者可見的自我獨白（雖然丁丁聽不懂）。在《金鉗螃蟹販毒集團》中哈達克船長出現後，白雪就不再說話了。

## 靈感
埃爾熱直到他的最後幾年都沒有養過狗。但是，在1929年，他經常光顧一家咖啡館，在那裡老闆養著一只白色小狗。這隻狗是
米路的主要靈感來源。
米路的原始法國名字米洛（Milou），是Marie-Louise的縮寫。這借用了埃爾熱的第一任女友瑪麗（Marie-Louise Van Cutsem）的暱稱。瑪麗·路易絲的父親不接納社會地位較低的埃爾熱，因此影響了這對年輕情侶的關係。儘管如此，埃爾熱仍然喜歡瑪麗·路易絲，並使她成為丁丁最受信賴的朋友的名字。